# Richard Petit (auteur-compositeur)
Pour les articles homonymes, voir Richard Petit et Petit.
 (novembre 2008).
Si vous disposez d'ouvrages ou d'articles de référence ou si vous connaissez des sites web de qualité traitant du thème abordé ici, merci de compléter l'article en donnant les références utiles à sa vérifiabilité et en les liant à la section « Notes et références ».
Richard Petit est né à Laval en 1972 il est le frère de l'humoriste Martin Petit. Il est auteur-compositeur, interprète, réalisateur, metteur en scène, directeur artistique et concepteur québécois.
Membre du C.A d'Artisti de 2004 a 2016 il sera le Président de la société de gestion de 2014 a 2016, et il a siégé au conseil d'Administration de l'union des artistes de 2009 a 2016.
Il fonde en 1995 le groupe Laffaire Tournesol qui remporte le 2e prix lors de la finale de L'Empire des futures stars 1997 et se fait aussi remarquer pour sa collaboration au texte de la chanson Belzébuth du groupe Les Colocs. En 2002, il est le créateur et réalisateur des séries, Drôle de VJ, Destination VJ, et la série culte Dollaraclip diffusée sur les ondes de MusiquePlus et animée par l'humoriste Louis-José Houde, de 2002 à 2004. Il participe également à la conception musicale de plusieurs émissions de télévision québécoises, notamment Des Kiwis et des hommes ( Radio-Canada), Loft Story 1 (TQS) et La Fureur.
Il écrit aussi des chansons pour plusieurs chanteuses québécoise, notamment Ima, Gabrielle Destroismaison et Eva Avila
Il sera à titre de producteur, metteur en scène et directeur artistique du groupe Les Vikings, un collectif d'artistes québécois, et de la méga-production The Wall Theater Experience , qui remet en scène le classique de Pink Floyd.
Sa compagnie, Les Vikings, qu'il fonde avec le guitariste Michel Bruno s'associe en 2016 avec la firme américaine Mission Control Tour Management pour la représentation internationale du spectacle The Wall Theatre Experience qui sera rebaptisé The Wall Theatrical Extravaganza. La production mettra officiellement fin aux activités à la suite de la pandémie.
en 2018, il devient porte-parole de NAUTISME Québec et du Salon du Bateau de Montréal et entame une reconversion professionnelle en tant que consulant spécialisé dans la vente de catamarans à voile de luxe.
Il fera un bref retour en 2021 avec la chanson à l'Effet Papillon, un simple single qu'il fait avec sa fille Gabrielle, alors âgée de 6 ans.
Maintenant Consultant Senior pour la société Dream Yacht Charter pour la vente en gérance de Catamaran
Il partage sa vie avec l'animatrice Marie-Andrée Poulin depuis 2010, ils sont les parents de Gabrielle Petit

## Vidéographie
- Tanné (Kiss and Run, 2000)
- Le printemps (Kiss and Run, 2000)
- Kiss and Run, (Kiss and Run, 2000)
- Here We Go (Little Girl, 2002)
- Globe-trotters (YUL, 2009)
- Va savoir (YUL, 2009)
- Un t’aime pour toi (YUL, 2009)
- Complices sans méthode (YUL, 2009)
- Amour à Beyrouth (YUL, 2009)
- Ou la la (YUL, 2009)
- Neige (YUL, 2009)
- Perdu pied (YUL, 2009)
- L’étoile (YUL, 2009)
- 1000 jours (YUL, 2009)
- 4 minutes et 4 secondes avant la fin (YUL, 2009)

## Autres
En 2007, il publie avec sa conjointe de l'époque Hélène Bourgeois Leclerc un livre qui raconte sa lutte victorieuse contre le cancer intitulé Détour imposé, aux éditions La semaine.